# Dam som sitter vid en cembalo
Ej att förväxla med En ung kvinna som sitter vid en cembalo, också av Johannes Vermeer

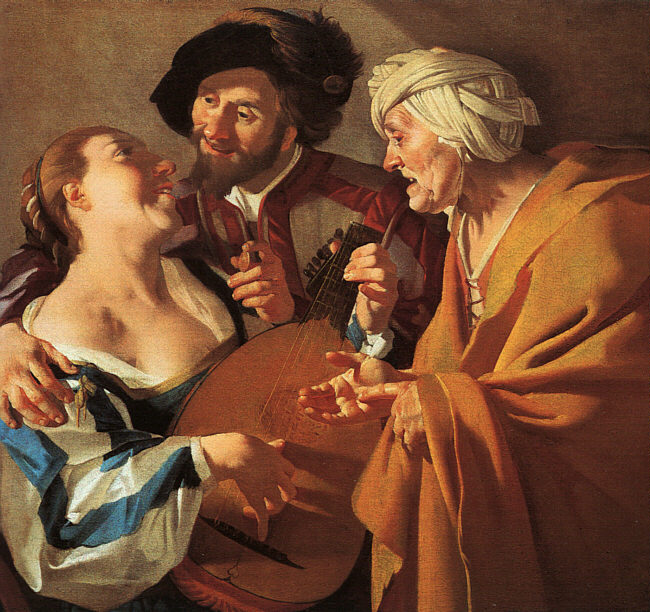
Kopplerskan av Dirck van Baburen

Dam som sitter vid en cembalo är en oljemålning av Johannes Vermeer från omkring 1675.

## Beskrivning av målningen
Målningen avbildar en sittande ung dam som spelar på en cembalo med landskapsmålat lock i ett hörn av ett rum med golvklinker, målningar på väggarna och en bård av lokalt tillverkade väggkakelplattor i blåvitt Delftporslin utmed nedre väggkanterna. Hon ser på betraktaren. Hon är klädd i en flerfärgat plagg för formella tillfällen av satäng med en hellång kjol och en matchande blå överdel med vita puffärmar.
I förgrunden till vänster står en viola da gamba lutad med en stråke mellan strängarna. På locket till cembalon finns en landskapsmålning och på väggen finns avmålning av Dirck van Baburens Kopplerskan, vilken fanns i Vermeers svärmor Maria Thins ägo. I målningens övre vänstra hörn hänger ett draperi som ramar in scenen, och i nedre högra hörnet syns en bård av kakel i Delftporslin längs väggen vid golvet.

## Möjlig pendang
Målningen kan ha varit avsedd som en pendang till den något senare Dam som står vid en cembalo, vilken har så gott som identiska mått, men alla Vermeer-experter är inte ense om att så är fallet och dokumentation saknas.

## Proveniens
Ägarförhållandena är oklara fram till början av 1700-talet, då det är belagt att målningen ägdes av Lothar Franz von Schönborn på Schloß Weißenstein i Pommersfelden i Tyskland från omkring 1714 till 1729. Den såldes på auktion efter greve von Schönborn i Paris 1867 till Théophile Thoré. Efter honom ärvdes den av Paul Lacroix 1869 och därefter av dennes änka 1884. Målningen såldes sedan på auktionen efter Thoré i Paris 1892 till konsthandlaren Sedelmeyer i Paris, varefter den via konsthandlare i London såldes till Georg Salting i London före 1898. Målningen donerades efter dennes död 1910 till National Gallery i London.
Den såldes på auktion i Amsterdam efter denne 1797. År 1845 såldes den på auktion i London efter Edward William Lake och åter på auktion i London 1855 efter J.T. Thom.
Den franske konstkritikern och Vermeerkännaren Théophile Thoré i Paris ägde den från före 1866 till 1869, då den ärvdes av bibliotekarien Paul Lacroix i Paris, och mellan 1884 och 1892 av dennes änka. Den såldes på auktion i Paris 1892 till en konsthandlare och köptes samma år av National Gallery i London.

## Relaterade bilder

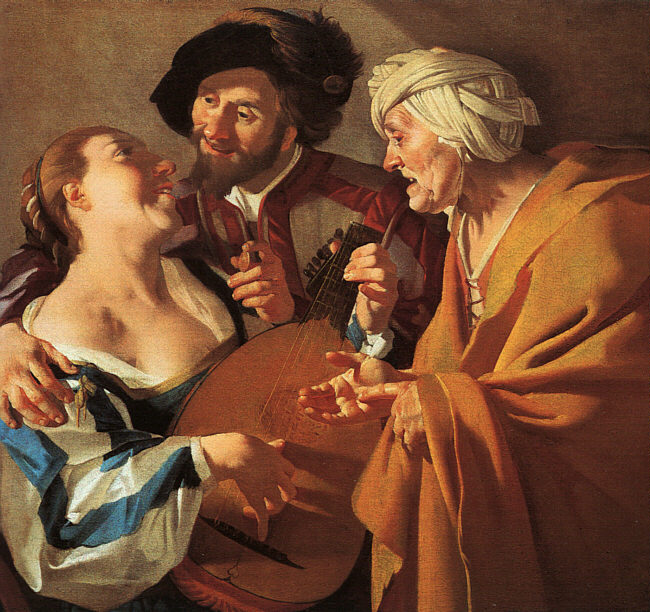
Kopplerskan av Dirck van Baburen
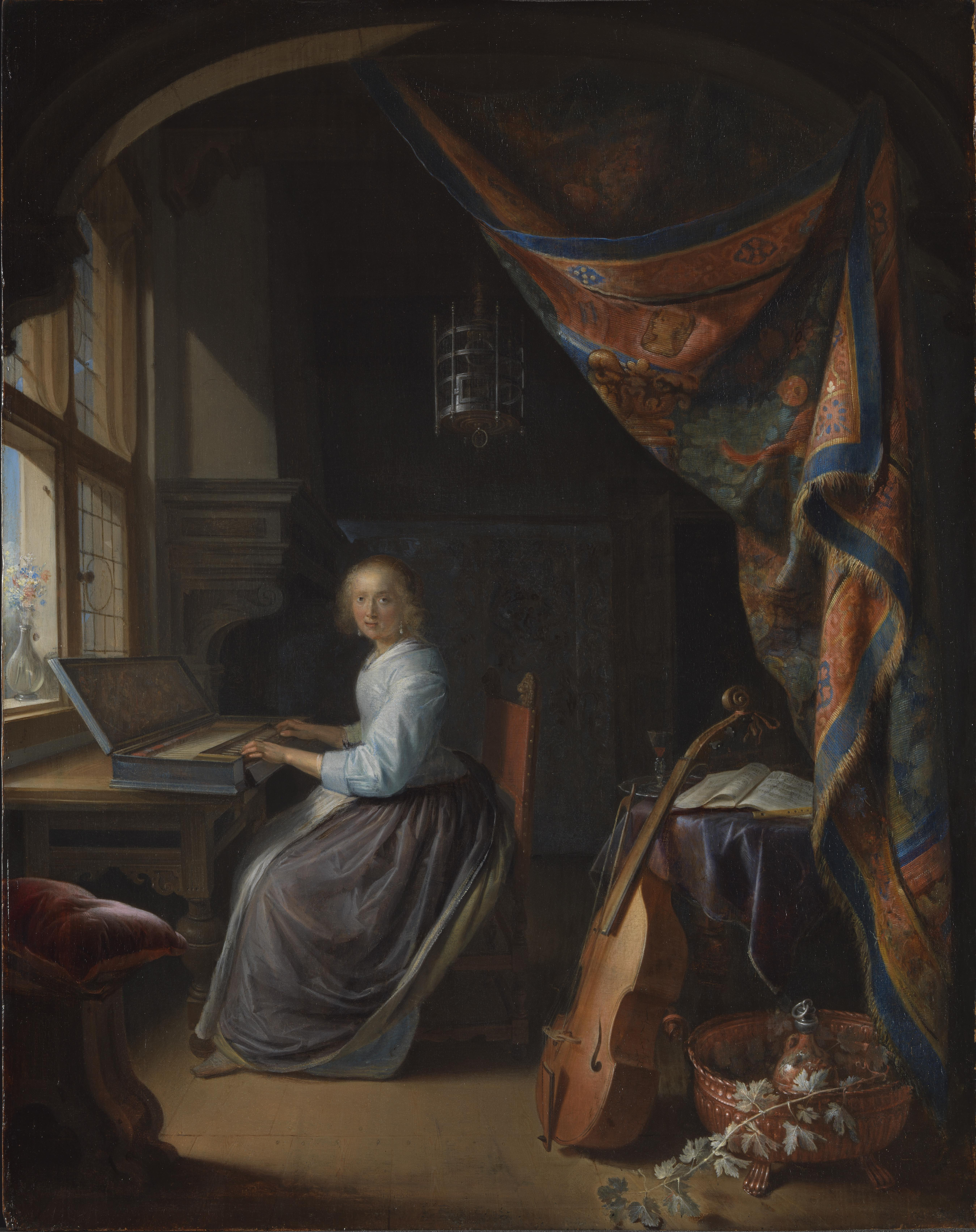
Kvinna vid klavikord av Gerrit Dou, omkring 1665
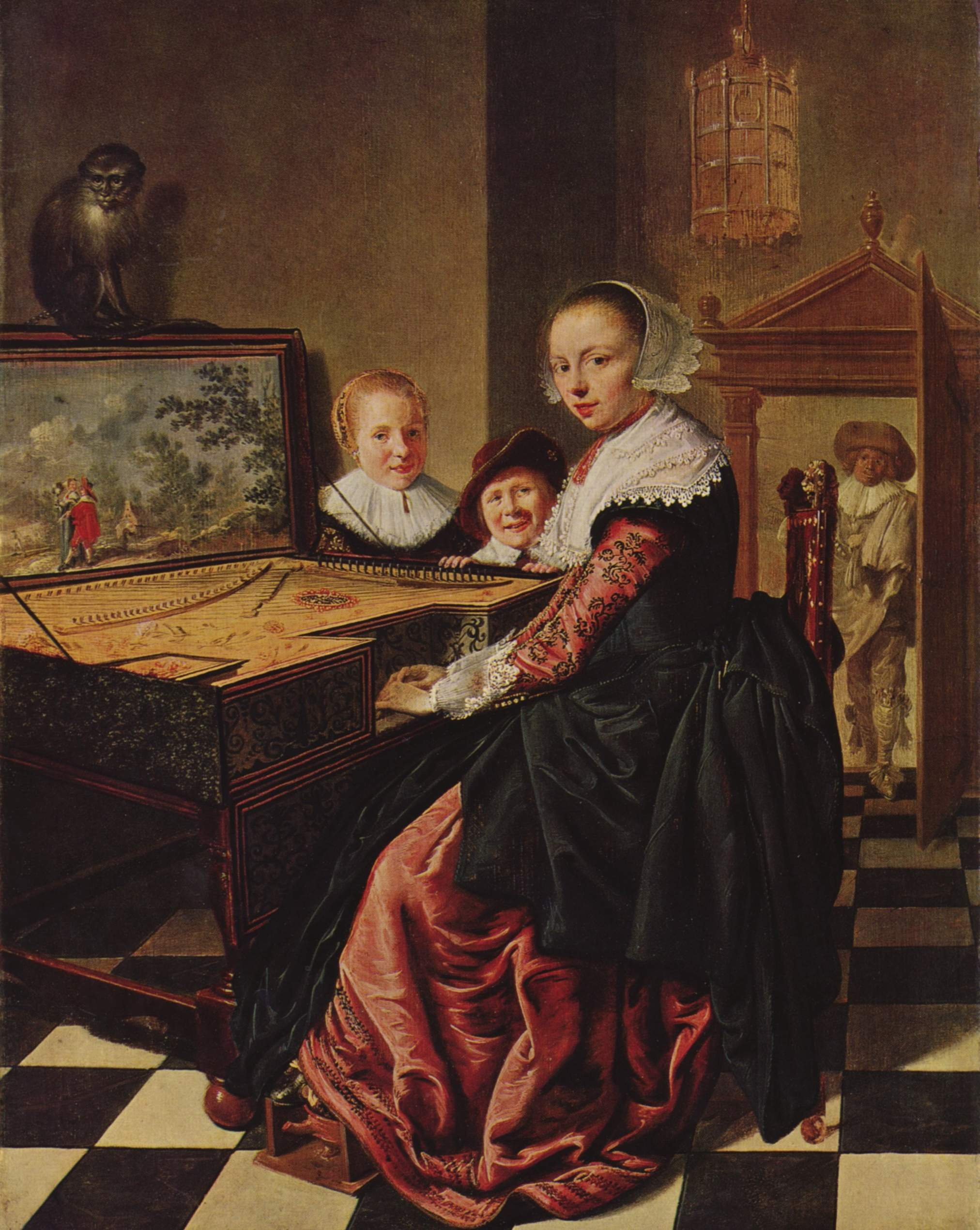
Kvinna som spelar på cembalo av Jan Miense Molenaer 1630–40
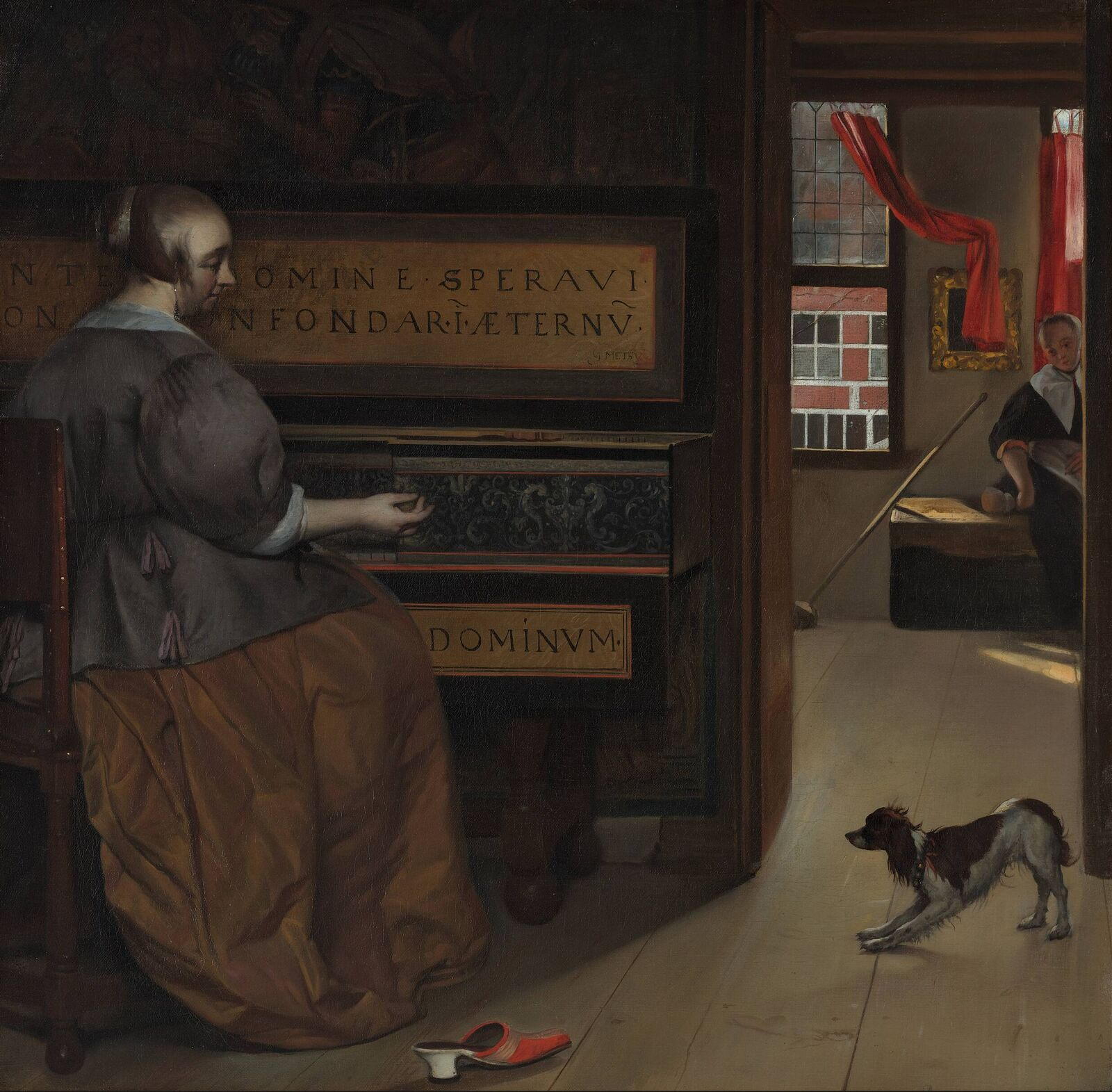
Kvinna vid cembalo av Gabriel Metsu 1660–65
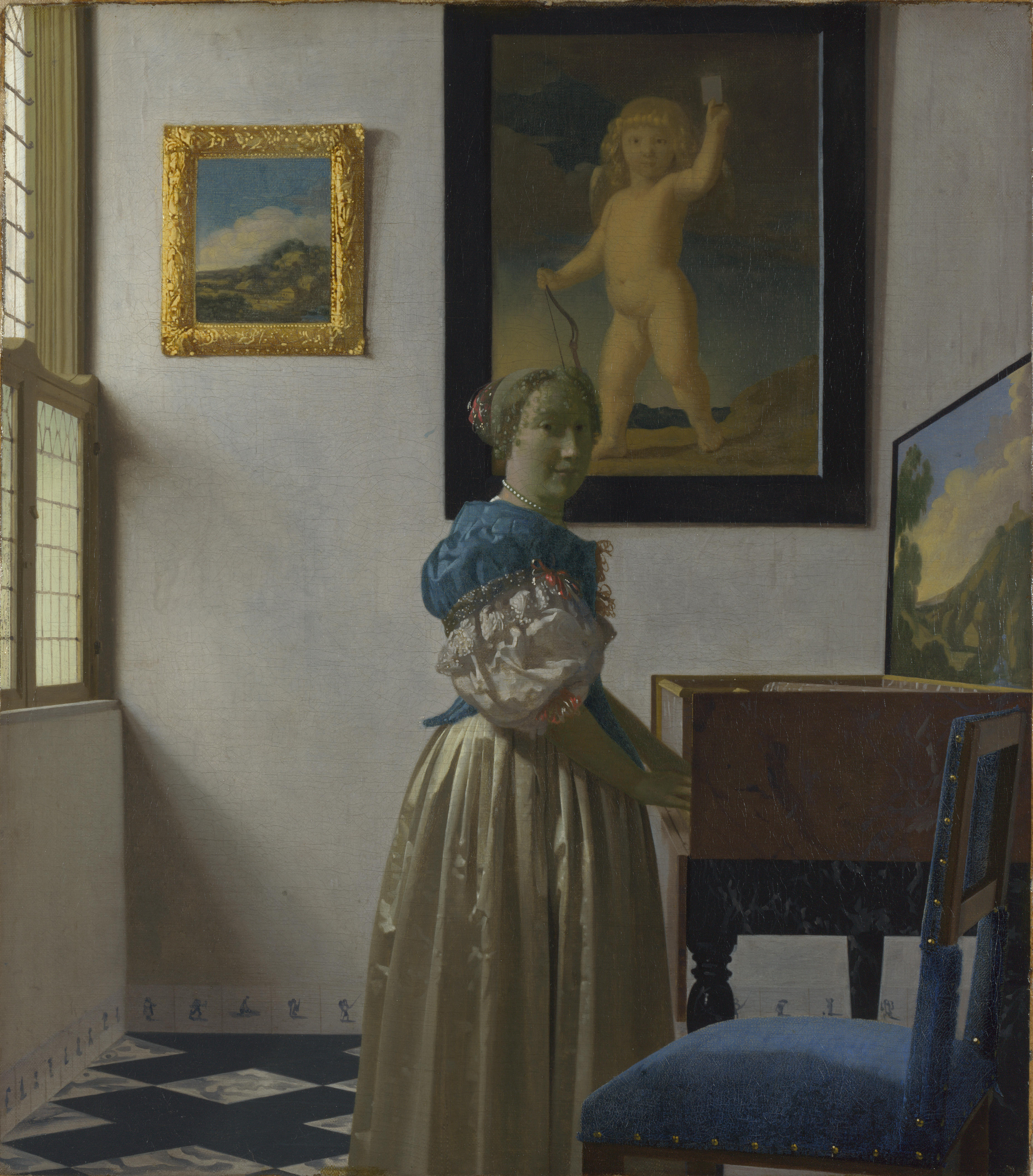
Dam som står vid en cembalo av Johannes Vermeer 1672–73
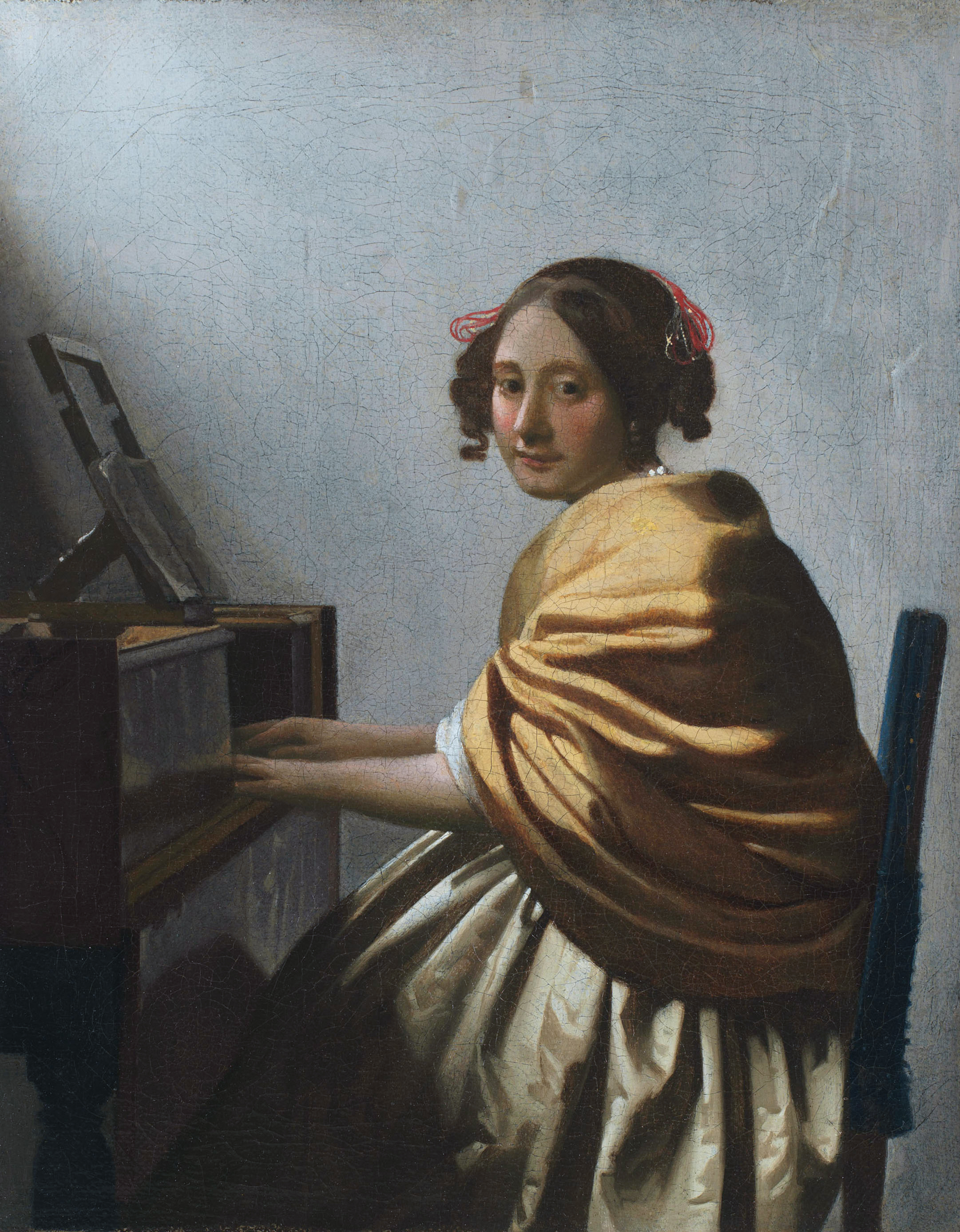
En ung kvinna som sitter vid en cembalo, attribuerad till Johannes Vermeer 1670–72